# 제이오 (기업)
제이오(Jeio)는 대한민국의 탄소나노튜브 기업이다. 본사는 인천광역시 연수구 센트럴로 263 907호 (송도동, 아이비에스타워)에 위치해 있다. 대표이사는 강득주이다. 이차전지용 탄소 나노튜브 생산 및 판매, 플랜트엔지니어링 사업을 영위한다.

## 사업

### 이차전지 소재
이차전지 도전재용 탄소나노튜브(CNT)

### 플랜트 엔지니어링
소재/화학/분체이송 플랜트 EPC 서비스를 제공한다.

## 투자
2024년 이수페타시스가 회사 최대주주인 강득주의 지분을 주당 2만 7500원, 총 1581억 2,500만원에 인수하려고 하였으나 취소하였다.

## 같이 보기
- 이수페타시스

## 참고 문헌
1. ↑  박기훈, 제이오, 전기차 배터리 폭발 주범 '스웰링' 잡는다…단일벽 탄소나노튜브 日 본격 공급, 프라임경제, 2024-08-19
2. ↑  임종우, 강득주 제이오 대표 "차세대 2차전지 소재 시장 주도하겠다" 강득주 제이오 대표 "차세대 2차전지 소재 시장 주도하겠다", 뉴스투데이, 2022-11-04
3. ↑  배요한, 제이오, 삼성SDI에 탄소나노튜브 공급개시, 뉴시스, 2024-11-25
4. ↑  김인경, 이수페타시스, 3000억원 출자해 제이오 인수, 이데일리, 2024-11-08